# 熟男，我愛你
《熟男，我愛你》（義大利語：Scusa Ma Ti Chiamo Amore）是義大利導演費德瑞可·莫恰所執導的電影，在羅馬拍攝並於2008年上映，根據同名小說改編而成。

## 剧情
处于高中最后一年的尼奇，18岁，同死党们过着自由的生活，游走于各种迪厅，聚積一掏会。37岁的阿里克斯是一名广告员，和女友分手，被家人冷落。一个交通阻塞的清晨，二人相遇于一场交通事故，后来两人的友谊逐渐发展成为真切的爱情。但他们的爱情被家人和朋友所阻挠，最终二人再次相遇，决定一起生活，离开现实中的一切。